# Esteban Félix Granero Molina
Esteban Félix Granero Molina (Pozuelo de Alarcón, 2 de juliol del 1987) més conegut com a Esteban Granero és un futbolista madrileny que juga com a centrecampista al Unión Deportiva Marbella.

## Carrera esportiva
Granero es va formar al planter del Reial Madrid CF, on va entrar amb vuit anys, passant per totes les seves categories inferiors. La temporada 2005-06, mentre jugava amb el Reial Madrid C a Tercera divisió, va guanyar la Copa de Campions, màxima competició espanyola a nivell juvenil. La mateixa temporada va ser nomenat millor jugador del Grup 7 de Tercera divisió per la Revista Don Balón, debutant també amb el Reial Madrid Castella a Segona contra l'Albacete Balompié.
Durant la temporada 2006-07 va jugar a Segona amb el Castella, sota les ordres de Míchel, esdevenint titular a l'equip blanc, i sent convocat assíduament amb el primer equip, juntament amb els seus companys del Castella, Rubén de la Red o Javi García. El 31 d'agost de 2007 va ser cedit al Getafe CF, on va jugar com a titular durant la temporada 2007-08. Al juliol de 2008 va signar pel Getafe CF per cinc temporades amb opció de recompra. Encara que un any després el Reial Madrid utilitzaria l'opció de recompra perquè Granero passés a formar novament part de la plantilla del club madrileny. Al club blanc Esteban no ha aconseguit la titularitat, jugant molts partits com a suplent. La temporada 2010-11 va perdre protagonisme amb Jose Mourinho com a entrenador. L'estiu del 2011 diversos equips anglesos es van interessar pel jugador, com l'Arsenal FC, el Liverpool FC o el Tottenham Hotspur FC.

### Queens Park Rangers
El 29 d'agost de 2012 va fitxar pel Queens Park Rangers de la Premier League anglesa, a canvi de 8.000.000 €. Després d'una temporada a Anglaterra, Granero va jugar 27 partits i marcà un sol gol, i al final de temporada el seu equip va descendir.

### Reial Societat
El 15 d'agost de 2013 fou cedit a la Reial Societat. El 17 de setembre, només un mes després del seu fitxatge, i mentre disputava el primer partit de la lligueta de la lliga de Campions, va patir una greu lesió, i es va trencar el lligament creuat anterior del genoll dret, cosa que el va obligar a passar pel quiròfan, amb un temps de recuperació previst de mig any. Va reaparèixer el darrer partit de lliga, a Anoeta contra el Vila-real CF (1:2) tot substituint Imanol Agirretxe al segon temps.
El juliol de 2014 la Reial Societat va arribar a un acord amb el Queens Park Rangers pel traspàs del jugador, per uns 4 milions d'euros. Granero signà un contracte de 4 anys, fins al 2018, amb el club basc.

### Espanyol
El 7 de juliol de 2017, Granero va signar contracte per tres anys amb el RCD Espanyol.

## Estadístiques
Actualitzades a 25 d'agost de 2012.
| Club                    | Temporada               | Lliga   | Lliga | Lliga  | Copa    | Copa | Copa   | Europa  | Europa | Europa | Total   | Total | Total  |
| Club                    | Temporada               | Partits | Gols  | Assist | Partits | Gols | Assist | Partits | Gols   | Assist | Partits | Gols  | Assist |
| ----------------------- | ----------------------- | ------- | ----- | ------ | ------- | ---- | ------ | ------- | ------ | ------ | ------- | ----- | ------ |
| Real Madrid C           | 2004–05                 | 21      | 3     | -      | -       | -    | -      | -       | -      | -      | 21      | 3     | -      |
| Real Madrid C           | 2005–06                 | 27      | 6     | -      | -       | -    | -      | -       | -      | -      | 27      | 6     | -      |
| Real Madrid C           | Total                   | 48      | 9     | -      | -       | -    | -      | -       | -      | -      | 48      | 9     | -      |
| Reial Madrid Castella   | 2005–06                 | 1       | 0     | 1      | -       | -    | -      | -       | -      | -      | 1       | 0     | 1      |
| Reial Madrid Castella   | 2006–07                 | 36      | 4     | -      | -       | -    | -      | -       | -      | -      | 36      | 4     | -      |
| Reial Madrid Castella   | Total                   | 37      | 4     | 1      | -       | -    | -      | -       | -      | -      | 37      | 4     | 1      |
| Getafe CF               | 2007–08                 | 27      | 4     | 2      | 6       | 2    | 1      | 9       | 3      | 2      | 42      | 9     | 5      |
| Getafe CF               | 2008–09                 | 35      | 5     | 4      | 2       | 0    | 0      | 0       | 0      | 0      | 37      | 5     | 4      |
| Getafe CF               | Total                   | 62      | 9     | 6      | 8       | 2    | 1      | 9       | 3      | 2      | 79      | 14    | 9      |
| Real Madrid CF          | 2009–10                 | 31      | 3     | 4      | 1       | 0    | 0      | 4       | 0      | 0      | 36      | 3     | 4      |
| Real Madrid CF          | 2010–11                 | 19      | 1     | 4      | 9       | 1    | 0      | 4       | 0      | 0      | 32      | 2     | 4      |
| Real Madrid CF          | 2011–12                 | 17      | 0     | 0      | 4       | 0    | 0      | 7       | 0      | 0      | 28      | 0     | 0      |
| Real Madrid CF          | Total                   | 67      | 4     | 8      | 14      | 1    | 0      | 15      | 0      | 0      | 96      | 5     | 8      |
| Total a la seva carrera | Total a la seva carrera | 214     | 26    | 15     | 22      | 3    | 1      | 24      | 3      | 2      | 260     | 32    | 20     |

## Palmarès

### Reial Madrid CF
- 1 Primera Divisió: 2011-12
- 1 Copa del Rei: 2010-11
- 1 Supercopa d'Espanya: 2012

### Selecció espanyola
- Campionat d'Europa sub-19: 2006